# Сан-Джорджо-Монферрато
Сан-Джорджо-Монферрато (итал. San Giorgio Monferrato) — коммуна в Италии, располагается в регионе Пьемонт, в провинции Алессандрия.
Население составляет 1295 человек (2008 г.), плотность населения составляет 182 чел./км². Занимает площадь 7 км². Почтовый индекс — 15020. Телефонный код — 0142.
Покровителем коммуны почитается святой Георгий, празднование 23 апреля.

## Демография
Динамика населения:

## Города-побратимы
- Сен-Жюльен, Франция

## Администрация коммуны
- Официальный сайт: http://www.comune.sangiorgiomonferrato.al.it/